# متلازمة تالية لشلل الأطفال
متلازمة تالية لشلل الأطفال هي حالةٌ نادرة تتمثل بعودة الأعراض من جديد لدى من شفوا تمامًا وعادوا لاستخدام عضلاتهم الهزيلة أو المشلولة بعدما كانوا قد أصيبوا سابقَا بمرض شلل الأطفال. وهذا المرض عبارة عن مجموعة من الأعراض التي قد تظهر على الأشخاص الذين أصيبوا بالمرض بعد فترة طويلة من إصابتهم به، وتكون عادة في المتوسط بعد 25 إلى 35 عاما من الإصابة بالفيروس أول مرة.

## الأعراض
تؤدي متلازمة مابعد-الشلل إلى مفاقمة الأعراض السابقة كضعف العضلات، كما قد تقود إلى ضعف وإصابة عضلات أخرى لم تتأثر بالعدوى القديمة، وتشمل أعراضها: ضعف وألم وضمور في العضلات. ألم وضعف في المفاصل. التعب عند بذل أدنى مجهود بدني. عدم القدرة على تحمل الجو البارد. صعوبات في التنفس والبلع. مشاكل في النوم مثل الإصابة باختناق النوم.

## العلاج
لا يوجد علاج متوافر حالياً يصحح أو يستعيد قوة العضلات المتضررة من متلازمة ما بعد الشلل. الهدف من العلاج مراقبة الأعراض ومساعدة المرضى على التأقلم مع هذه الحالة قدر الإمكان، ويشمل الحفاظ على الطاقة والراحة، القيام بنشاط بدني على مدار اليوم، مع فترات من الراحة. أما الوسائل التي يستعين بها المريض للمشي، مثل حمالات الساق، العصا، المشاية، أو في حالات نادرة، الكرسي المتحرك، فهي تساعد في الحفاظ على الطاقة وتحسين القدرة على الحركة أيضًا.
يوصى بالعلاج الطبيعي للأشخاص المصابين بمتلازمة ما بعد الشلل، قد يشمل تمارين الحركة ويمكن أن تكون مفيدة، وفي بعض الحالات، من الضروري تناول مسكنات الألم. قد تثبط برامج تقوية العضلات الهمة لأنها لا تبدو في الواقع أنها تحسن قوة العضلات، ويمكن أن تعرض الشخص للإصابة بسبب الاستخدام المفرط.
رغم غياب علاج لمتلازمة ما بعد الشلل، يستطيع الناجون من مرض شلل الأطفال الذين يعانون هذه الحالة التأقلم بشكل جيد معها، بمساعدة فريق الرعاية الصحية الخاص بهم، ويستمر كثير منهم في عيش حياة منتجة ومستقلة بشكل جيد.